# Legge di conservazione del numero leptonico
Il numero leptonico è quel numero quantico che, nelle interazioni tra particelle, caratterizza le particelle elementari chiamate leptoni. Viene definito da un numero intero positivo nel caso di un leptone e da un numero intero negativo nel caso di un antileptone.
A ciascun doppietto di leptoni viene, quindi, assegnato un numero leptonico differente che deve essere conservato in tutte le interazioni. Si distingue, pertanto, tra:
- numero leptonico elettronico  che è definito come il numero totale di elettroni più il numero di neutrini elettronici meno il numero delle loro antiparticelle;
- numero leptonico muonico che è definito come il numero totale di muoni più il numero di neutrini muonici meno il numero delle loro antiparticelle;
- numero leptonico tau che è definito come il numero totale di particelle tau più il numero di neutrini tau meno il numero delle loro antiparticelle.

Tabella di riepilogo
|                           | {\displaystyle e^{-},{\nu }_{e}} | {\displaystyle e^{+},{\overline {\nu }}_{e}} | {\displaystyle \mu ^{-},\nu _{\mu }} | {\displaystyle \mu ^{+},{\bar {\nu }}_{\mu }} | {\displaystyle \tau ^{-},\nu _{\tau }} | {\displaystyle \tau ^{+},{\bar {\nu }}_{\tau }} |
| {\displaystyle L_{e}}     | 1                                | -1                                           | 0                                    | 0                                             | 0                                      | 0                                               |
| {\displaystyle L_{\mu }}  | 0                                | 0                                            | 1                                    | -1                                            | 0                                      | 0                                               |
| {\displaystyle L_{\tau }} | 0                                | 0                                            | 0                                    | 0                                             | 1                                      | -1                                              |

## Legge di conservazione del numero leptonico
Molti modelli, incluso il modello standard, utilizzano la conservazione del numero leptonico totale, per spiegare l'esistenza di alcuni decadimenti e l'eventuale impossibilità di altri, energeticamente consentiti. Ad esempio, nel decadimento beta
{\displaystyle {\begin{matrix}&n&\rightarrow &p&+&e^{-}&+&{\overline {\nu }}_{e}\\L:&0&=&0&+&1&-&1\end{matrix}}}
dove L è il numero leptonico totale, che è nullo, in quanto il neutrone non è un leptone, ma un barione, mentre tra i prodotti si ha un protone (nl=0), un elettrone (nl=1) ed un antineutrino (nl=-1), con numero leptonico totale nullo.
Generalmente, poi, si osserva che i decadimenti noti conservano anche un numero leptonico familiare, ovvero un numero leptonico totale riferito alle famiglie di leptoni presenti in un dato decadimento (cioè il numero leptonico: elettronico, muonico e tau). Ad esempio, per il canale di decadimento principale del muone, si osserva che:
{\displaystyle {\begin{matrix}&\mu ^{-}&\rightarrow &e^{-}&+&{\overline {\nu }}_{e}&+&\nu _{\mu }\\L:&1&=&1&-&1&+&1\\L_{e}:&0&=&1&-&1&+&0\\L_{\mu }:&1&=&0&+&0&+&1\\L_{\tau }:&0&=&0&+&0&+&0\end{matrix}}}
ovvero sia il numero leptonico elettronico, sia quello muonico che quello del tau sono conservati. Ciò suggerisce l'esistenza di una legge di conservazione per ciascun numero leptonico (elettronico, muonico e tauonico). In pratica si definiscono tre numeri leptonici:
{\displaystyle L_{e}} che è il numero leptonico elettronico:
{\displaystyle L_{\mu }} che è il numero leptonico muonico;
{\displaystyle L_{\tau }} che è il numero leptonico del tau (tauone).

## Violazioni della conservazione del numero leptonico
All'interno del Modello Standard reazioni che violino la conservazione di uno dei numeri leptonici o del
numero leptonico totale (somma dei tre) sono strettamente proibite.
Tuttavia poiché i neutrini non sono esattamente privi di massa, violazioni alla conservazione dei numeri leptonici sono possibili: i neutrini infatti possono oscillare, 
cambiando quindi di famiglia.
All'interno di altri modelli sono possibili inoltre altri tipi di violazione del numero leptonico.
È possibile, in alcuni casi, che i numeri leptonici di famiglia possano non conservarsi, pur mantenendosi valida la legge di conservazione per il numero leptonico totale: {\displaystyle L=L_{e}+L_{\mu }+L_{\tau }}. 
Un esempio di questo tipo è il decadimento seguente:
{\displaystyle {\begin{matrix}&\mu ^{-}&\rightarrow &e^{-}&+&\nu _{e}&+&{\overline {\nu }}_{\mu }\\L:&1&=&1&+&1&-&1\\L_{e}:&0&\neq &1&+&1&+&0\\L_{\mu }:&1&\neq &0&+&0&-&1\end{matrix}}}
Come si può osservare, sia il numero elettronico, sia quello muonico non sono conservati, mentre quello totale sì. 
All'interno dei modelli che prevedono questi fenomeni spesso vengono utilizzati altri numeri quantici conservati, ad esempio il modello di Pati-Salam utilizza la differenza tra  numero barionico e numero leptonico.
Vi è da dire che, a parte le oscillazioni dei neutrini, nessun altro fenomeno di violazione della conservazione del numero leptonico è stato mai osservato.

## Numero B-L
Nella fisica delle alte energie, B-L (che si pronuncia "bi meno elle") è il numero barionico meno il numero leptonico. Questo numero quantico è il responsabile di una simmetria globale del gruppo U(1)  in alcuni modelli delle teorie del tutto. A differenza del numero barionico da solo o del solo numero leptonico, questa ipotetica simmetria non è interrotta da nessuna anomalie chirali  o anomalie gravitazionali, pertanto questa simmetria è globale, e questo giustifica il motivo per cui questa simmetria è spesso invocata. Se esiste una simmetria B-L, deve essere rotta spontaneamente a dare una massa diversa da zero ai neutrini se si suppone la validità del meccanismo oscillante.
Le anomalie che rompono la conservazione del numero barionico e di conservazione del numero leptonico si cancellano automaticamente in modo tale che B-L viene conservato. Un esempio è il decadimento del protone in cui un protone (B = 1, L = 0) decade in un pione (B = 0, L = 0) e in un positrone (B = 0, L =- 1).

## R-parità
La R-parità è un concetto di fisica delle particelle e di fisica teorica. Nell'estensione supersimmetrica del Modello Standard, il numero barionico e il numero leptonico non sono più conservati da parte di tutti gli accoppiamenti in una teoria rinormalizzabile.  La R-parita è una simmetria del gruppo {\displaystyle Z_{2}}  che agisce nel Modello Standard supersimmetrico minimale (MSSM) e tale parità può essere definita come:
R = (-1)2j+3B+L.
dove: j è lo spin, B è il numero barionico e L il numero leptonico. Ogni particella del Modello Standard ha R-parità uguale ad +1, mentre la R-parità del partner supersimmetrico ha R parità -1.

## Il decadimento del protone
Il decadimento del protone è un fenomeno di decadimento della particella protone, non ancora osservato, ma previsto da alcuni modelli teorici della teoria della grande unificazione che sono argomento di dibattito tra i fisici teorici.
In base alle conoscenze attuali di fisica delle particelle il protone è una particella stabile. Ciò vuol dire che esso non decade in altre particelle. Questo è dovuto alla conservazione del numero barionico nei processi elementari. Infatti il barione più leggero è proprio il protone. Tuttavia, molti modelli teorici della grande unificazione (GUT), prevedono processi di non conservazione del numero barionico, tra cui il decadimento del protone. Ad esempio, uno dei canali di decadimento maggiormente studiato è il seguente:
p → e+ + π0
con un limite inferiore per la vita media parziale pari a 1,6×1033 anni.